# Erythrura pealii
Il diamante di Peale (Erythrura pealii Hartlaub, 1852) è un uccello passeriforme della famiglia degli Estrildidi.

## Tassonomia
Il diamante di Peale deve il proprio nome comune al naturalista statunitense Titian Peale, a capo della spedizione del 1838 fra le isole del Pacifico durante la quale vennero raccolti numerosi esemplari di questa e di altre specie, fra cui il congenere diamante pappagallo. Peale assegnò inizialmente a questi uccelli il nome scientifico di Geospiza prasina: tuttavia, dopo un secondo esame da parte di Gustav Hartlaub sugli esemplari ottenuti, venne deciso lo spostamento del diamante di Peale nel genere Erythrura, ma la presenza di un'altra specie denominata Erythrura prasina (il diamante quadricolore) rese necessario il cambio del nome della specie, sicché Hartlaub decise di denominare la specie col nome dello scopritore.
In passato, il diamante di Peale è stato classificato anche come sottospecie del diamante delle Samoa (Erythrura cyaneovirens), col nome di Erythrura cyaneovirens pealii: tuttavia (assieme anche ad altre specie, come il diamante reale) lo si considera una specie a sé stante.

## Distribuzione edhabitat

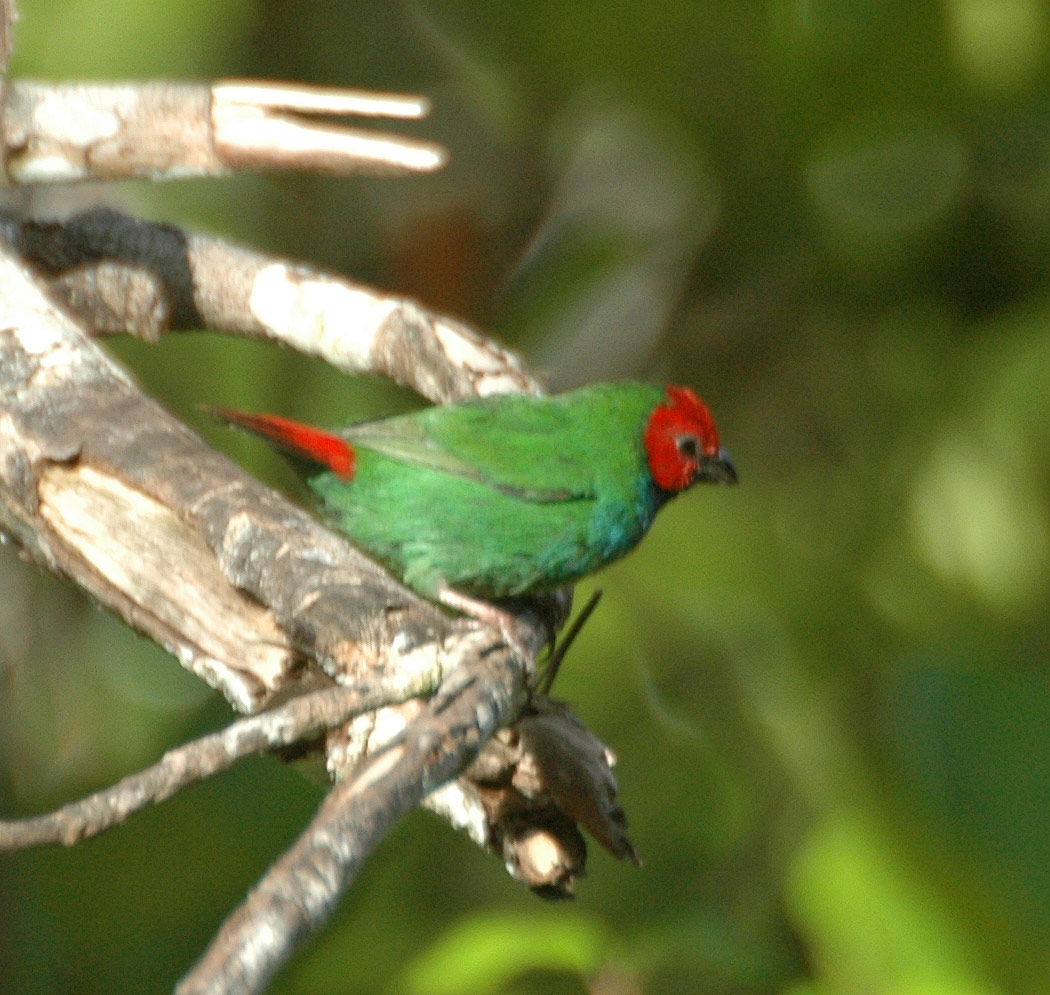
Un diamante di Peale nei pressi di Suva.

La specie è endemica delle isole Figi, dove colonizza sia le isole maggiori (Vanua Levu, Viti Levu, Taveuni e Kadavu) che la maggior parte delle isole minori (isole Mamanuca, arcipelago delle Yasawa).
Mentre la maggior parte dei diamanti del genere Erythrura sono uccelli legati ad ambienti forestali, il diamante di Peale si dimostra un uccello piuttosto adattabile, che vive senza problemi sia in aree alberate che nelle radure, dal livello del mare fino ai 1200 m d'altezza: lo si può trovare anche in ambienti antropizzati, come piantagioni, pascoli, risaie e giardini. Si pensa che queste abitudini particolari siano la dimostrazione di un adattamento in corso verso una dieta prevalentemente granivora, atta a colmare la nicchia ecologica vacante nelle isole del Pacifico, dove a differenza del sud-est asiatico (dove abbondano le specie di munie) mancano degli uccelli essenzialmente granivori e terricoli.

## Descrizione

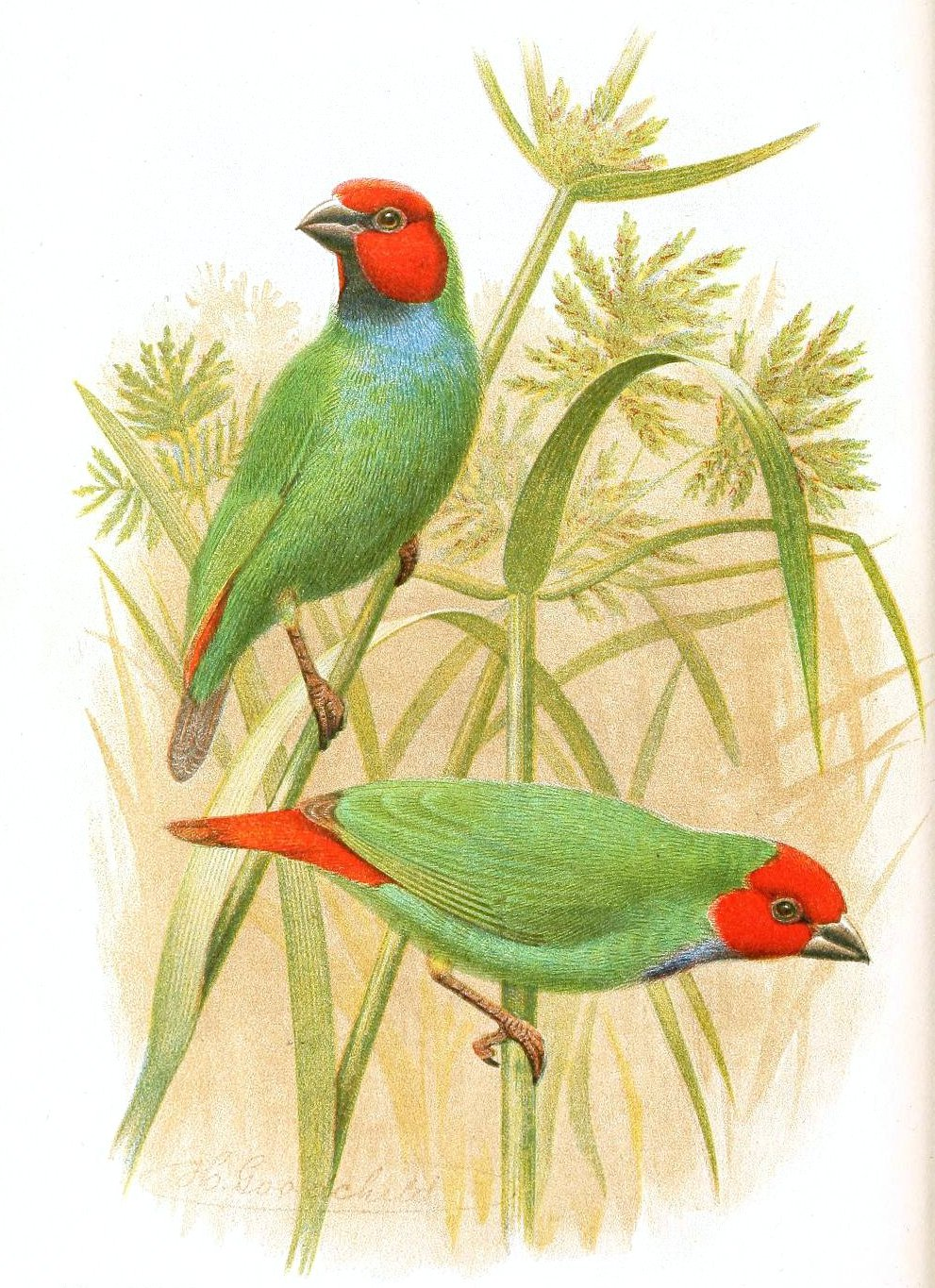
Raffigurazione di una coppia di diamanti di Peale (maschio a sinistra).

### Dimensioni
Misura fino a 11 cm, compresa la coda.

### Aspetto
La colorazione è verde brillante su tutto il corpo e sulle ali. Sulla faccia è presente un'estesa maschera rossa, che nel maschio diventa quasi una calotta raggiungendo la nuca, mentre sotto il becco (che è grigio-nerastro) è presente una bavetta nera che si prolunga in una linea nera circondante il rosso della testa nero diviene prima blu cobalto e poi color turchese, prima di sfumare nel verde del corpo: il codione è invece di color rosso scarlatto con coda nera, mentre gli occhi sono bruni e le zampe di color carnicino.

I sessi si presentano piuttosto simili fra loro: tuttavia, la femmina presenta in genere colorazione più spenta rispetto al maschio. Rarissimi esemplari non cambiano il colore della testa con la prima muta, mantenendo la colorazione giovanile (che è blu cobalto). In cattività è stata inoltre selezionata una mutazione detta avorio, nella quale il rosso diventa un rosa salmone carico mentre il verde diviene azzurro.

## Biologia
Si tratta di uccelli che al di fuori del periodo riproduttivo tende a riunirsi in gruppetti di 5-6 esemplari, che si muovono al suolo o fra gli alberi dimostrandosi meno timidi rispetto alle specie congeneri, in quanto è possibile osservarli anche in ambienti aperti ed antropizzati in pieno giorno.

### Alimentazione
La dieta del diamante di peale si basa su semi, preferibilmente immaturi od in via di germinazione, di numerose erbe e delle piante di riso: non disdegna inoltre di nutrirsi di insetti e delle loro larve, che caccia attivamente frugando col becco fra le pieghe della corteccia o nel terreno, così come di bacche, boccioli e nettare.

### Riproduzione
Si riproduce durante tutto l'anno. Il maschio e la femmina sono soliti svolgere dei voli rituali molto ondulanti, con un uccello che prende quota mentre l'alto discende, entrambi emettendo continuamente dei richiami: a questi voli segue il corteggiamento vero e proprio, che consiste in sfregate di becco e nel posizionemento a testa in giù del maschio su un ramo per un periodo di tempo variabile, al termine del quale avviene l'accoppiamento.
Il nido viene costruito con fili d'erba intrecciati a formare una struttura sferica con entrata laterale, di circa 15 cm di diametro. Il nido viene generalmente costruito nel fitto del fogliame, senza guardare all'altezza dal suolo: al suo interno vengono deposte 3-4 uova tondeggianti e bianche, che vengono covate per circa 15 giorni.

I pulli alla schiusa sono nudi e ciechi, con pelle rosata: essi possiedono quattro (due per lato) papille blu fluorescenti ai lati del becco, oltre a cinque macchie nere disposte a semicerchio sul palato, con funzione di richiamo e di riconoscimento specie-specifico. I piccoli vengono nutriti da ambedue i genitori ed a tre settimane dalla schiusa sono in grado di involarsi, sebbene essi tendano a rimanere nei pressi del nido per almeno altre due settimane.

I giovani assumono la colorazione adulta attorno ai 20 mesi di vita.